# Lumut

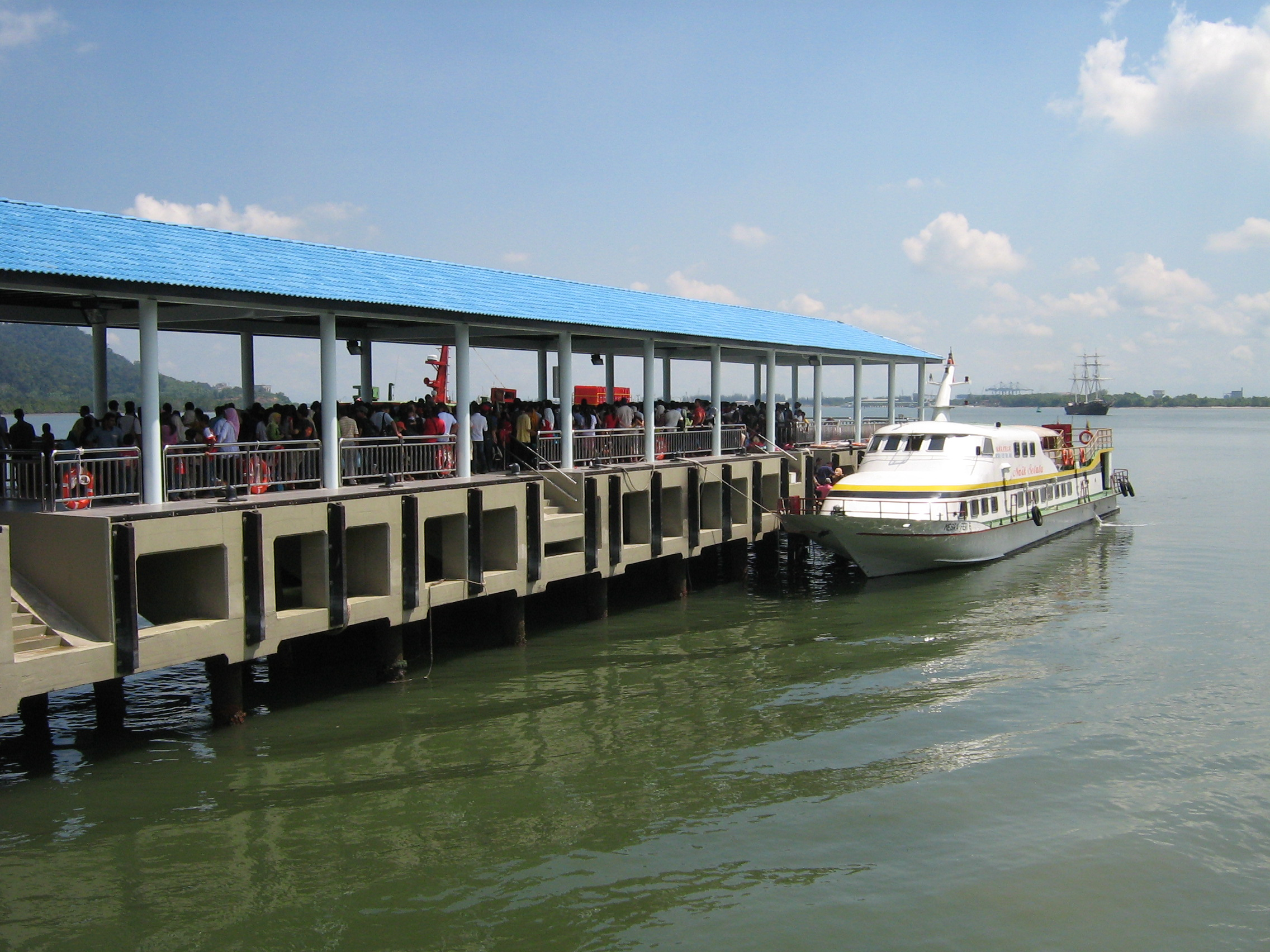
Fährenkai am Ufer Lumuts (Pangkor-Fähre)

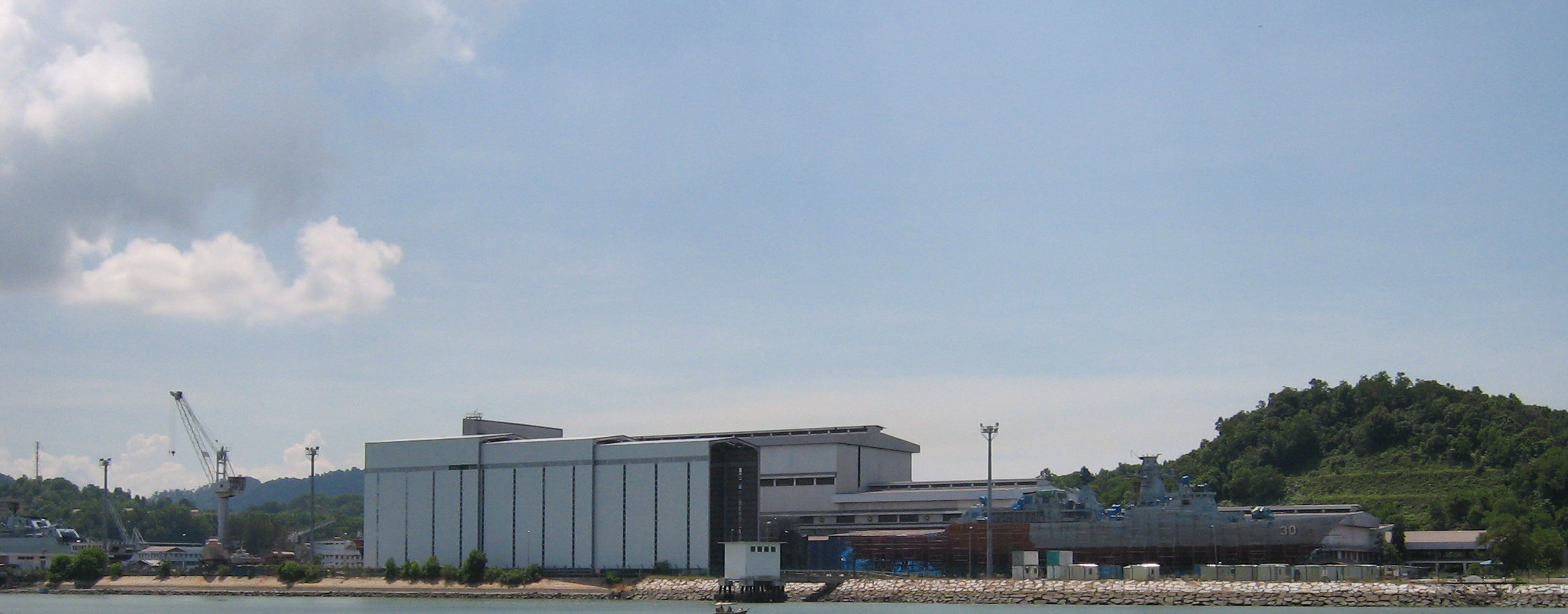
Docks der Malaysischen Seestreitkräfte in Lumut

Lumut ist eine Stadt im malaysischen Bundesstaat Perak und befindet sich an der Westküste der Malaiischen Halbinsel, rund 50 km südwestlich von Ipoh (ca. 84 Straßenkilometer) und 160 km nordöstlich der Hauptstadt Kuala Lumpur. In Lumut wohnen rund 38.000 Menschen.
Der Name Lumut bedeutet übersetzt in Malaiisch Seegras, bzw. Algen. Die ersten Bewohner nannten die Siedlung Lumut, da es an der Küste dort sehr viele Algen gibt.
Lumut ist für Besucher der Insel Pulau Pangkor das wichtigste Einfallstor. Pulau Pangkor befindet sich etwa sechs Kilometer westlich des Stadtzentrums von Lumut.
Mehrmals täglich legen Fähren zu verschiedenen Inseln in der Umgebung ab. Die Jetty Ferry verbindet mehrmals stündlich Lumut mit zwei Anlegestellen auf Pulau Pangkor.
Lumut ist für seine, aus Muscheln und Korallen handgefertigten Souvenirs und die lokalen Fischspezialitäten bekannt.
Zwischen August und November findet jedes Jahr ein Volksfest mit vielen Sportaktivitäten im Meer und anderen Kulturveranstaltungen statt.
In den letzten Jahren hat die Malaysische Marine in Lumut ihre Hauptoperationsbasis und mehrere Docks sowie eine Marinewerft (BNS) aufgebaut.
Vom Busbahnhof Lumut gibt es gute Busverbindungen zu allen großen Städten Malaysias sowie Singapur.